# Luk Van Mello
Luk Jean-Marie Joseph Van Mello (Opbrakel, 1 september 1950 – Amsterdam, 15 augustus 2020) was een Belgisch acteur, die ook veel acteerde in Nederlandse producties.
Van Mello studeerde drama aan het Koninklijk Conservatorium Brussel. In 1976 verhuisde Van Mello naar Nederland. Hij was onder andere lid van Toneelgroep Centrum, die in 1987 met het Publiekstheater fuseerde tot Toneelgroep Amsterdam. Na twee jaar bij het laatstgenoemde gezelschap richtte Van Mello zijn eigen bedrijf Mellodram B.V. op en ging verder op freelancebasis.
Op het toneel was hij te zien in stukken als De kersentuin en Strategie voor twee hammen. Voorbeelden van personages in televisieproducties die hij gestalte gaf zijn hoofdbewaarder Wiebe Oerlemans in de dramaserie Vrouwenvleugel en Bob Bauterse in de soap Wittekerke. Van Mello werkte ook als stemacteur: hij verzorgde onder meer de stem van oom Ted in Bobby's wereld en Hamm in Toy Story en Toy Story 2.
In 2006 stopte Van Mello met acteren omdat hij het te veel als werk ging zien. Op 15 augustus 2020 overleed hij, twee weken voor zijn 70ste verjaardag.

## Filmografie
- Baas Gansendonck (1974) – Sus
- Zaterdag, zondag, maandag (1977) – Rocco
- De consul (1981) – Pierre Malfait
- Het meisje met het rode haar (1981) – Kastelein
- Het koperen schip (1982) – Mon
- De lift (1983) – Hoofd Schoonmaakploeg
- Tony (1983) – Paul
- Transport (1983) – Marsman
- Op dood spoor (1984) – Meyer
- De witte maan (1984) – Dealer
- Medisch Centrum West (1989–1990) – Dhr. Postema
- In het rood (1991) – Harry
- Oppassen!!! (1991) – Jean Duval
- Vrouwenvleugel (1993–1994) – Wiebe Oerlemans
- 12 steden, 13 ongelukken: Over en sluiten (1996) – Vrachtwagenchauffeur.
- Wittekerke (1993–1996) – Bob Bauterse
- Toy Story (1995) – Hamm (stem; Nederlandse en Vlaamse versie)
- Baantjer: (De Cock en de bittere moord) (1997) – Oscar Andersen
- Flodder (1999) – Van Sassenheim (opgenomen in 1997)
- Baantjer: (De Cock en de moord zonder effect) (1998) – Ferry Kozijn
- Een luizenleven (1998) – Thorny / Stekel (stem; Nederlandse versie)
- Otje (1998) – Hoofdkok / Medewerker 101 van Hotel Bontebaai
- Jim Button (1999–2000) – Luke (stem; Nederlandse versie)
- Toy Story 2 (1999) – Hamm (stem; Nederlandse en Vlaamse versie)
- Simsala Grimm (2000–2002) – Verschillende personages (stem; Nederlandse versie)
- Bon bini beach (2003) – Kolonel Windt
- Teenage Mutant Ninja Turtles – Shredder (stem; Nederlandse versie)
- The Fairytaler (2003–2005) – Verschillende personages (stem; Nederlandse versie)
- Pietje Bell 2 (2003) – Agent
- Drijfzand (2004) – Franse arts
- ZOOP (2004) – Meneer Kroonenberg
- Sprookjesboom (2006) – Reus (stem; Nederlandse versie)
- Bob de Bouwer (2008–2011) en Bob de Bouwer: Race naar de Finish – Graver (stem; Nederlandse versie)